# David Hart (Rennfahrer)

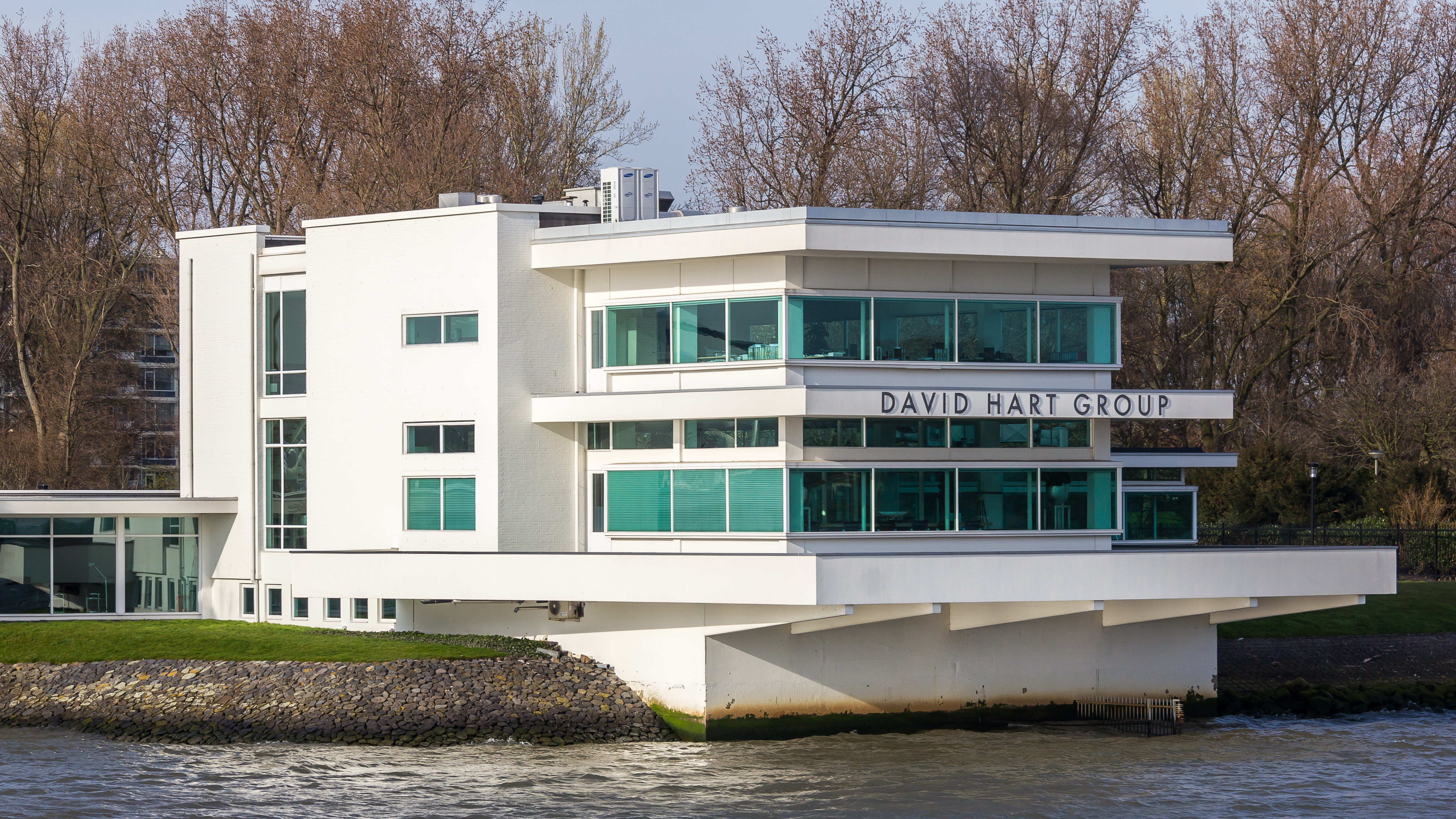
Gebäude der David Hart Group in Schiedam

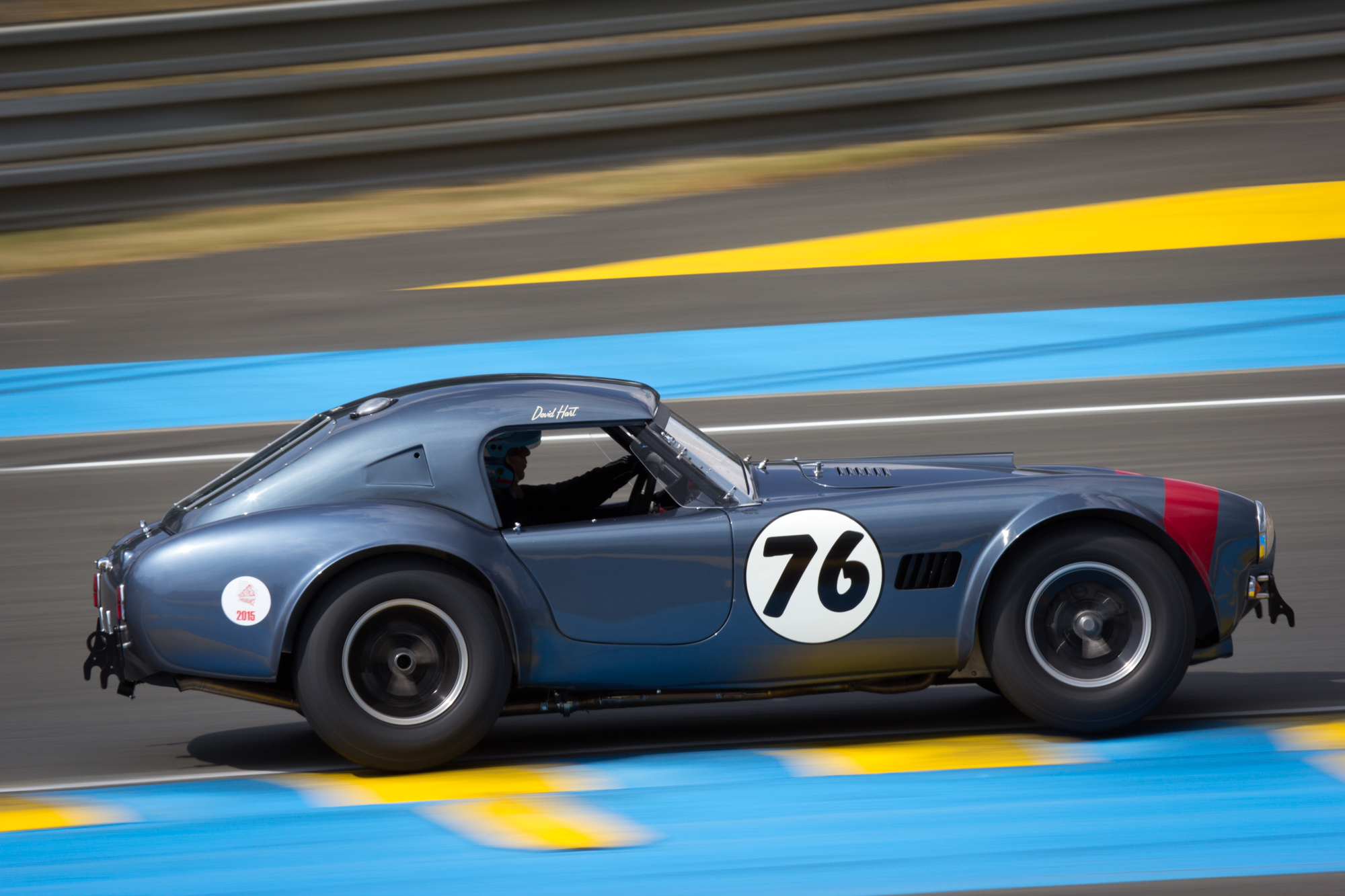
David Hart im AC Cobra bei Legendenrennen vor dem 24-Stunden-Rennen von Le Mans 2015

David Neville Hart (* 9. August 1957 in Rotterdam) ist ein niederländischer Unternehmer, Rennstallbesitzer und Autorennfahrer.

## Unternehmer
David Hart gründete 1997 in Schiedam DHVG, ein Immobilien-Unternehmen, das später in David Hart Group umbenannt wurde. Das Unternehmen entwickelt und verkauft große Projekte in den Niederlanden. Anfang 2016 wurde ein 44.000 Quadratmeter großes Logistikzentrum in Schiedam eröffnet.
Die David Hart Group ist auch ein Investmentunternehmen und verwaltet derzeit einen Fonds in der Höhe von 400 Millionen Euro.

## Karriere als Rennfahrer
Schon in jungen Jahren entwickelte David Hart eine Leidenschaft für den Motorsport. In den 1980er-Jahren ging er in unterschiedlichen Markenpokalen an den Start. Dreimal konnte er den Alfa Squadra Bianca Cup für sich entscheiden. In den 2000er-Jahren bestritt er GT- und Sportwagenrennen. Für Carsport Holland, das Team seines Landsmanns Toine Hezemans, wurde er 2000 Gesamtfünfter der FIA-GT-Meisterschaft.
Bis zum Ende seiner professionellen Karriere 2011 konnte Hart 14 Gesamtsiege feiern, wobei er die meisten Siege in der Belgian Racing Car Championship, kurz Belcar, hatte. Viermal, 2002, 2005, 2006 und 2007, beendete er diese Meisterschaft als Vizemeister. Dabei gelangen ihm 2005 und 2006 Gesamtsiege beim 24-Stunden-Rennen von Zolder. Beim 24-Stunden-Rennen von Le Mans war er vier Mal am Start, mit der besten Platzierung 2000, als er 13. der Gesamtwertung wurde.

## David Hart Racing
David Hart besitzt eine große Sammlung an historischen Rennfahrzeugen, die er im Rennstall wartet. Mit diesen Fahrzeugen beteiligt er sich regelmäßig an historischen Rennveranstaltungen. Zur Sammlung zählen unter anderem Bizzarrinis, ein AC Cobra, ein Porsche 962, ein Lola T70 sowie ein Ford GT40.

## Statistik

### Le-Mans-Ergebnisse
| Jahr | Team                    | Fahrzeug                | Teamkollege      | Teamkollege        | Platzierung | Ausfallgrund    |
| ---- | ----------------------- | ----------------------- | ---------------- | ------------------ | ----------- | --------------- |
| 2000 | Carpsort Holland        | Chrysler Viper GTS-R    | Mike Hezemans    | Hans Hugenholtz    | Rang 13     |                 |
| 2003 | Carpsort Holland        | Pagani Zonda GR         | Mike Hezemans    | Anthony Kumpen     | Ausfall     | Getriebeschaden |
| 2007 | Racing for Holland b.v. | Dome S101b              | Jan Lammers      | Jeroen Bleekemolen | Rang 25     |                 |
| 2010 | Luc Alphand Aventures   | Chevrolet Corvette C6.R | Stéphan Grégoire | Jérôme Policand    | Rang 15     |                 |